# Dissotis densiflora
Dissotis densiflora är en tvåhjärtbladig växtart som först beskrevs av Ernest Friedrich Gilg, och fick sitt nu gällande namn av Abílio Fernandes och Rosette Mercedes Saraiva Batarda Fernandes. Dissotis densiflora ingår i släktet Dissotis och familjen Melastomataceae. Inga underarter finns listade i Catalogue of Life.